# L'oracolo
L'oracolo è un romanzo scritto da Valerio Massimo Manfredi e pubblicato per la prima volta nel 1990. Nella riedizione del 2014, dopo l'uscita de Il giuramento (2012) e Il ritorno (2013), è stato inserito come terzo e ultimo volume della trilogia Il mio nome è Nessuno.

## Trama
Claudio Setti è un giovane italiano che studia archeologia ad Atene, in una Grecia sottoposta alla dittatura dei Colonnelli e agitata dalla contestazione studentesca. Alla rivolta partecipa attivamente la sua fidanzata Heleni Kaloudis, mentre lo stesso Claudio e i suoi due amici Michel Charrier e Norman Shields tentano di stare fuori dai guai. La notte del 17 novembre del 1973, Heleni viene ferita durante la battaglia al Politecnico, e Claudio, Michel e Norman la aiutano a nascondersi nei sotterranei del Museo Nazionale. La sera stessa, il famoso archeologo Periklis Harvatis corona il sogno di una vita riportando alla luce un vaso aureo di inquietante bellezza, raffigurante la profezia dell'indovino Tiresia, la prova inconfutabile della seconda Odissea terrestre, l'ultimo viaggio di Ulisse durante il quale l'eroe omerico interroga l'"Oracolo dei morti". Poco dopo, però, l'archeologo muore senza un'apparente ragione, ma prima di spirare ordina al suo aiutante Aristotelis Malidis di consegnare una lettera all'indirizzo di una tipografia ad Atene, che trova disabitata.
Adempiendo gli ultimi voleri del professore, Ari nasconde il vaso d'oro nei sotterranei del Museo Nazionale di Atene. Poche ore dopo, però, i quattro ragazzi rifugiatisi nel museo scoprono lo stesso vaso, la cui visione rimarrà impressa nella mente di ognuno di loro. Michel viene però arrestato dalla polizia, sottoposto a tortura e costretto a denunciare gli amici al capitano Karamanlis. I tre vengono così presi ed Heleni viene stuprata e uccisa da Vlassos sotto gli occhi impotenti di Claudio, il quale viene a sua volta ridotto in fin di vita. A quel punto, però, appare il misterioso personaggio intrecciato con le vicende del vaso di Tiresia, il quale si presenta come l'ammiraglio Anastasios Bogdanos e prende in consegna il ragazzo, che aiuta a rifarsi una nuova vita in Italia sotto falsa identità.
Dieci anni dopo, Michel e Norman sono diventati ormai studiosi e professori, ma nessuno dei due è riuscito a dimenticare ciò che successe tanto tempo prima. L'assassinio del padre, capo dell'ambasciata inglese ad Atene, e la riapparizione del vaso di Tiresia in una località della Grecia spingono Norman a recarsi da Michel con la proposta di tornare ad Atene per scoprire finalmente la verità sulla morte degli amici e fare luce sull'assassinio del padre.
Proprio in Grecia, però, si stanno verificando alcuni omicidi: i poliziotti che avevano avuto un ruolo nella morte di Heleni vengono uccisi uno per uno con un arco e l'omicida lascia dei messaggi contenenti frasi tratte da varie opere dell'antichità riconducibili al ruolo svolto da ciascuno. Norman e Michel si rendono conto che l'unico che avrebbe avuto ragione di compiere questi delitti è Claudio, e la stessa intuizione si fa strada nella mente del capitano Karamanlis, consapevole di essere la prossima vittima. La fidanzata di Michel, Mireille, decide di recarsi a sua volta in Grecia e di compiere indagini, e vi trova la lettera recapitata dieci anni prima dall'archeologo morente al misterioso personaggio, venendo in seguito a sapere che la profezia, rappresentata nelle incisioni del vaso aureo, si riferisce a dei sacrifici che si dovranno svolgere in un luogo posizionato al vertice di un triangolo la cui base sia il segmento che unisce Dodona a Siwa, dove sono dislocati i più importanti oracoli: tale vertice è il Nemrut Dağı, un monte della Turchia.
Nel frattempo, anche Michel e Norman stanno conducendo le loro ricerche e, rintracciato Ari, assistente dell'archeologo, hanno la conferma che Claudio è vivo ed è il responsabile dei numerosi delitti. Michel e Mireille raggiungono Claudio, il quale si scontra con Karamanlis e Vlassos e uccide entrambi con facilità. Michel fa di tutto per far ragionare Claudio, il quale desiste a ucciderlo. Uno dopo l'altro, tutti si allontanano, lasciando Claudio da solo; questi vede poi la fotografia della sua fidanzata Heleni, e ritorna a casa, convinto ora che sia ancora viva.
Pochi giorni dopo, Michel, Norman e Mireille si chiedono quale sia la reale identità di quell'uomo che aveva da sempre guidato le loro azioni, e che in apparenza non aveva niente a che fare con la vicenda ma che agiva su tutti, inevitabile come il fato. Anagrammando la combinazione della cassaforte dove era stata riposta la lettera dell'archeologo, ottengono la parola “nessuno”, l'identità assunta da Odisseo, l'eroe omerico soggetto della profezia incisa nel vaso di Tiresia, trattasi dell'ultimo viaggio di Ulisse, avvenuto via terra, il cui racconto non è mai giunto fino a noi; l'assenza di un culto di Ulisse a Itaca, la sua patria, denota il fatto che non si è mai venuto a conoscenza delle circostanze della sua morte. Per mezzo di Claudio, però, la profezia di Tiresia è stata portata a compimento. I tre allora partono, certi di rivedere il loro amico. Intanto, il leggendario "Nessuno" fonde il vaso aureo e, con l'oro ricavato, riveste una maschera fatta costruire a sua immagine, identica alle maschere funebri di epoca micenea. Ricongiuntisi, Claudio e "Nessuno" si salutano, e quest'ultimo se ne va via mare, nella speranza di rivedere Claudio tra un anno.

## Edizioni
- Valerio Massimo Manfredi, L'oracolo, collana Omnibus, Arnoldo Mondadori Editore, 1990,  p. 350.
- Valerio Massimo Manfredi, L'oracolo, tascabile, Oscar Bestsellers, Arnoldo Mondadori Editore, 23 giugno 1992,  p. 362, ISBN 978-88-04-36133-6.
- Valerio Massimo Manfredi, L'oracolo, collana I bestsellers di Valerio Massimo Manfredi, tascabile, Arnoldo Mondadori Editore, 2007,  p. 350.
- Valerio Massimo Manfredi, L'oracolo, collana NumeriPrimi, tascabile, Arnoldo Mondadori Editore, 29 aprile 2014,  p. 353, ISBN 978-88-66210825.